# San Nicolás Atecoxco
San Nicolás Atecoxco es una localidad de México localizada en el municipio de San Agustín Metzquititlán en el estado de Hidalgo.

## Toponimia
Atecoxco deriva su nombre de la raíz "ate cochtli" o "ate coch" de la lengua nahuatl, que etimológicamente significa, "lugar de estanques de agua." o "lugar de  xaguey" (Jagüey) existiendo varias traducciones que aseguran que su significado es: "donde el agua está estancada en forma de Guaje. También se menciona “Lugar de cisternas” o “Lugar de aguas cristalinas”.

## Geografía
Se encuentra en la región geográfica de la Sierra Baja; a la localidad le corresponden las coordenadas geográficas 20° 30’ 30.24” de latitud norte y 98° 35’ 13.832” de longitud oeste, con una altitud de 1602 m s. n. m. Cuenta con un clima semiseco templado 
.
En cuanto a fisiografía se encuentra en la provincia de la Sierra Madre Oriental, dentro de la subprovincia del Carso Huasteco; su terreno es de sierra. En lo que respecta a la hidrología se encuentra posicionado en la región del Pánuco, dentro de la cuenca del río Moctezuma y en la subcuenca del río Metztitlán.

## Demografía
En 2020 registró una población de 617 personas, lo que corresponde al 6.53 % de la población municipal. De los cuales 305 son hombres y 312 son mujeres.
| Gráfica de evolución demográfica de San Nicolás Atecoxco entre 1910 y 2020 |
|                                                                            |
| Población registrada por los censos y conteos del INEGI.                   |